# Manuel John Johnson
Manuel John Johnson FRS (23 de maio de 1805 — 28 de fevereiro de 1859) foi um astrônomo britânico.